# George de la selva (serie original de 1967)
George de la selva también llamado George de la jungla es una serie de televisión animada estadounidense original de 1967  producida y creada por Jay Ward y Bill Scott , quienes también crearon The Adventures of Rocky and Bullwinkle and Friends . El personaje George se inspiró en la historia de Tarzán  y en una caracterización en caricatura de George Eiferman (Mr. América, Mr. Universo, miembro del Salón de la Fama de la IFBB)  dibujada por un cocinero en su dragaminas en la Marina durante la Segunda Guerra Mundial .  La serie se emitió  durante 17 episodios los sábados por la mañana del 9 de septiembre al 30 de diciembre de 1967, en la cadena ABC-TV   Luego, en lugar de encargar nuevos episodios, la cadena se contentó con repetir los 17 episodios, manteniendo George de la selva en su programación de los sábados hasta septiembre de 1969, cuando se trasladó a los domingos por la mañana hasta el 19 de septiembre de 1970. 

## Formato del programa

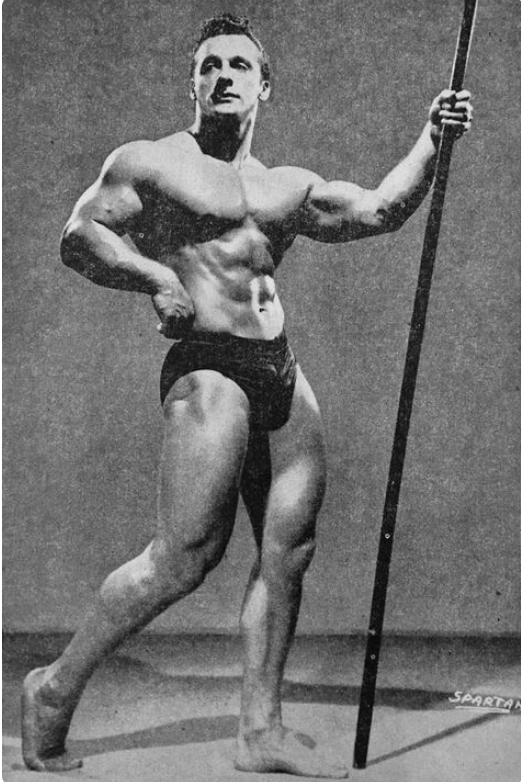
El deportista George Eiferman fue la inspiración estética del personaje George de la selva

Cada episodio presentó tres segmentos en forma de tres dibujos animados no relacionados: George de la selva , Tom Slick (También llamado "Tom Ruedaloca") y Super Chicken (Super Pollo) .  Los tres temas musicales correspondientes a las cortinas musicales de las series, fueron escritos por el equipo de Stan Worth y Sheldon Allman , con Worth componiendo principalmente la música y Allman manejando las letras.  Cada uno de los dibujos animados terminaba con un golpe en el tímpano (tambor), que cambió a un tono ascendente, después de un juego de palabras.
A diferencia de las series anteriores de Ward, la producción de animación se realizó en Hollywood con la colaboración de los animadores veteranos Phil Duncan, Rod Scribner y Rudy Zamora , entre otros. Tanto Ward , Bill Scott , June Foray , Paul Frees como Daws Butler, prestaron la mayoría de las voces para los personajes de los tres segmentos. 
Las caricaturas fueron técnicamente más avanzadas que las animaciones de las series anteriores de Ward, originadas en Gamma Productions, un estudio mexicano patrocinado por él. Quedó tan satisfecho con George de la Jungla que permitió que la producción superara el presupuesto, lo que resultó en pérdidas financieras considerables, limitando la serie a 17 episodios.
En 2008, Classic Media y Genius Entertainment lanzaron la serie completa en DVD. 

## Segmentos

### George de la selva
George de la Jungla , es una parodia de las historias de Tarzán de Edgar Rice Burroughs . George (con la voz de Bill Scott ) es un "hombre mono" tonto pero de gran corazón, a quien el Comisario de Distrito Alistair (con la voz de Paul Frees ) siempre llama para salvar a los habitantes de la selva de la provincia africana de Mbwebwe de diversas amenazas.
En el título inicial, George se columpia en lianas, golpeándose repetidamente de cara contra árboles u otros obstáculos, incluso mientras los cantantes de la canción principal le advierten: "¡Cuidado con ese árbol!" ("atcg out for the tree). Otro chiste recurrente es que George olvida constantemente que vive en una casa del árbol, y se cae al suelo cada vez que sale de casa.
La "compañera querida" de George es Ursula (con la voz de June Foray ), un personaje parecido a Jane (se refería a ella como Jane en el primer episodio y el piloto original ) es mucho más inteligente que George.  El mejor amigo de George es un simio llamado Ape (con la voz de Paul Frees,quien, al igual que Ursula, es mucho más inteligente que el propio George.  
George tiene un elefante de mascota llamado Shep o Fantito en la versión latina, que se comporta como un perro faldero , o, como George lo llama, un "perrito enorme y amante de los cacahuetes", y a quien George cree que es un perro. También es destacable el pájaro Tooky Tooky (o Tookie Tookie), famoso por su canto: "¡Ah ah ee ee tooky tooky!" 
Los dos enemigos más frecuentes de George son dos cazadores estereotipados llamados "Tigre" Titheridge (con la voz de Daws Butler ) y "Gorgojo" Plumtree (con la voz de Paul Frees). Tigre, el más alto de los dos, usa un salacot y pantalones caqui , tiene un bigote fino y habla con acento de Oxford , mientras que Gorgojo habla como un pirata y viste una camiseta blanca, pantalones cortos y un sombrero de ala ancha . Otro de los enemigos recurrentes de George es un científico loco llamado Dr. Chicago (con la voz de Daws Butler).
George, aunque desesperadamente poco inteligente, posee una fuerza considerable e instintos selváticos que le permiten rastrear a sus enemigos. Cuando se ve atrapado en una situación aparentemente desesperada, lleva consigo un libro de frases en miniatura con numerosos gritos de animales para pedir ayuda, aunque suele dar el grito equivocado.

### Tom Stick o Tom Ruedaloca
Tom Slick presenta al personaje principal (con la voz de Bill Scott), un piloto de carreras que compite con su fiel vehículo, el Thunderbolt Greaseslapper. Le acompañan su novia Marigold (con la voz de June Foray ) y su anciana mecánica Gertie Growler (también con la voz de Bill Scott). Los principales antagonistas de Tom son el barón Otto Matic (con la voz de Paul Frees) y su lacayo Clutcher (con la voz de Daws Butler , que imita a Frank Fontaine como "Crazy Guggenheim"), a quien el barón suele golpear en la cabeza con una llave inglesa cuando arruina los planes de Otto.

### Super Pollo
Super Chicken o Super Pollo presenta al personaje principal (con la voz de Bill Scott con acento brahmán de Boston en la versión en inglés), un superhéroe que, en la vida real, es el adinerado Henry Cabot Henhouse III  en clara alusión a personajes como el de Bruce Wayne, con un compañero león vegetariano llamado Fred (con la voz de Paul Frees, que imita a Ed Wynn). 
Super Chicken suele comenzar sus aventuras con el grito de guerra: "¡Al Super Coop , Fred!", a lo que Fred responde: "¡Roger Willcox!". Cuando Fred comenta sobre su última lesión, Super Chicken responde con una variación del tema: "¡Sabías que el trabajo era peligroso cuando lo aceptaste, Fred!". Tras sus propios errores, Super Chicken comenta: "¡Me alegra que nadie estuviera aquí para verlo!".

## Mercado doméstico
El 12 de febrero de 2008, Classic Media lanzó una colección completa de la serie de 1967 que incluía, como contenido adicional, las caricaturas piloto originales de George of the Jungle y Super Chicken.

## Cultura popular
La fuerza descomunal de George de la selva es una alusión al deportista George Eiferman quien podía levantar en press branca unas 400 libras (correspondientes a unos 180 kg) sin necesidad de precalentamiento.
En 2002 la revista TV Guía posicionó al personaje de George de la selva en el puesto # 30 de la lista "50 Greatest Cartoon Characters of All Time" ("Los 50 personajes de dibujos animados más grandes de todos los tiempos") 
Weird Al" Yankovic hizo una versión del tema de George of the Jungle en Dare to Be Stupid (1985), la única versión directa que Yankovic lanzó en un álbum, y que posteriormente apareció en la banda sonora de la película de acción real de 1997. 
El video musical de "Like a Surgeon", también de Dare to Be Stupid, muestra a un médico viendo un clip de la serie de televisión.
Otra versión del tema, interpretada por The Presidents of the United States of America, también apareció en la banda sonora y fue el tema principal de la película.
El lanzamiento de Rhino Records de 1989, Rerun Rock: Superstars Sing Television Themes, incluyó una versión interpretada al estilo de "Whole Lotta Love" de Led Zeppelin y cantada por Scott Shaw. 